# Loubens-Lauragais
Loubens-Lauragais är en kommun i departementet Haute-Garonne i regionen Occitanien i södra Frankrike. Kommunen ligger i kantonen Caraman som tillhör arrondissementet Toulouse. År 2022 hade Loubens-Lauragais 454 invånare.

## Befolkningsutveckling
Antalet invånare i kommunen Loubens-Lauragais
Referens:INSEE